# 灰胸啄花鸟
灰胸啄花鸟（学名：Dicaeum proprium），是啄花鸟科啄花鸟属的一种，为菲律宾的特有种。该物种的保护状况被评为近危。
灰胸啄花鸟的平均体重约为10.2克。栖息地包括亚热带或热带的湿润低地林和亚热带或热带的湿润山地林。